# آب‌انبار قطب‌آباد
آب‌انبار قطب‌آباد مربوط به دوره صفوی است و در جنوب شرقی شهر جویم در شمال منطقه قطب‌آباد در طول جغرافیایی ۵۳ درجه ۵۹ دقیقه و عرض جغرافیایی ۲۸ درجه و ۱۴ دقیقه واقع شده و این اثر در تاریخ ۱۸ شهریور ۱۳۸۷ با شمارهٔ ثبت ۲۳۴۵۱ به‌عنوان یکی از آثار ملی ایران به ثبت رسیده است.